# Himmelberg Hills
Himmelberg Hills är en kulle i Antarktis. Den ligger i Västantarktis. Argentina och Storbritannien gör anspråk på området. Toppen på Himmelberg Hills är 1 710 meter över havet.
Terrängen runt Himmelberg Hills är platt åt sydväst, men åt nordost är den kuperad. Trakten är obefolkad. Det finns inga samhällen i närheten.